# Scheiber Spitzberg
Der Scheiber Spitzberg, auch kurz Spitzberg ist ein 407 Meter hoher Berg in der Östlichen Oberlausitz im Freistaat Sachsen. Er liegt auf der Gemarkung Mittelherwigsdorf im Landkreis Görlitz.

## Beschreibung
Der Spitzberg ist der nördliche Vorberg des Scheibeberges. Er erhebt sich rechtsseitig über dem durch die Mandau gebildeten Roschertal, im Norden gegenüber liegt der Butterberg (370 m ü.NN). Am nordöstlichen Fuß des Spitzbergs respektive am westlichen Fuß des Landbergs mündet das Landwasser in die Mandau.
Umgeben ist der Spitzberg östlich von Scheibe, südwestlich von Gampenstein und Hainewalde sowie nordwestlich von den Butterberghäusern.

## Flora
Der Gipfel des Spitzberges besteht aus einem artenreichen Halbtrockenrasen. Am nordöstlichen und östlichen Gipfelhang erstreckt sich ein Laubwäldchen. Am Spitzberg befindet sich das einzige Vorkommen des Großen Ehrenpreises in der Zittauer Umgebung. Die Kuppe ist auf einer Fläche von 2,5 ha wegen des Vorkommens seltener Pflanzenarten als Flächennaturdenkmal geschützt. Der Scheiber Spitzberg ist Teil des FFH-Gebietes „Mandautal“ und des Landschaftsschutzgebiets Mandautal. 